# Пророк. История Александра Пушкина
«Проро́к. Исто́рия Алекса́ндра Пу́шкина» — российский биографический художественный музыкальный драматический фильм режиссёра Феликса Умарова и сценаристов Василия Зоркого и Андрея Курганова, рассказывающий о жизни русского поэта Александра Сергеевича Пушкина. Поэта в картине сыграл Юра Борисов; также в проекте снимались Алёна Долголенко, Роман Васильев, Илья Виногорский, Аня Чиповская, Флориан Десбьендра, Илья Любимов, Евгений Шварц, Сергей Гилёв и Кай Гетц.
Премьера фильма состоялась 14 февраля 2025 года. 
Саундтрек для фильма («Город поёт») написала группа The Hatters.

## Синопсис
Пушкин молод, дерзок и любим публикой: он звезда любого бала, поклонники носят его на руках, а девушки мечтают о его внимании. Но ни высокие покровители, ни верные друзья, ни известность не могут отвести от него злой рок — ссылки, дуэли, безденежье. Пока однажды он не встречает ту самую, единственную, кто осветит его жизнь и станет его судьбой. Судьбой гения, которого нам только предстоит по-настоящему узнать.— официальный синопсис

## В ролях
- Юра Борисов — Александр Пушкин[5]
  - Кай Гетц — Пушкин-лицеист[5]
- Алёна Долголенко — Наталья Гончарова[6]
- Роман Васильев — Константин Данзас[5]
  - Влад Фельдман — Данзас-лицеист
- Илья Виногорский — Иван Пущин[5]
  - Егор Мокренко — Пущин-лицеист
- Аня Чиповская — графиня Елизавета Воронцова[5]
- Евгений Коряковский — граф Михаил Воронцов
- Флориан Десбьендра — Жорж Шарль Дантес[5]
- Илья Любимов — Василий Жуковский[5]
- Евгений Шварц — Николай I[5]
- Сергей Гилёв — Александр Бенкендорф[5]
- Светлана Ходченкова — княгиня Авдотья Голицына
- Иван Злобин — Михаил Лермонтов
- Андрей Ургант — Александр Смирдин
- Полина Кутепова — гадалка Кирхгоф
- Агриппина Стеклова — Наталья Гончарова, мать Натальи Гончаровой
- Дмитрий Поднозов — Гавриил Державин
- Никита Крахмалёв — Кондратий Рылеев

## Производство
Съёмки фильма начались в конце августа 2023 года в Павловске. Со 2 по 5 сентября состоялось несколько съёмочных смен на первой натурной площадке киностудии «Мосфильм». В конце декабря проект был утверждён к получению поддержки «Фонда кино». Съёмки также проходили в Юсуповском, Мраморном и Строгановском дворцах Санкт-Петербурга, музее-квартире Пушкина и других локациях, связанных с жизнью поэта, и завершились в феврале 2024 года. По словам создателей, в некоторые локации кинематографисты были допущены впервые.

## Продвижение и выход
Первый тизер проекта вышел 11 марта 2024 года. В нём Юра Борисов, сыгравший Пушкина, прочёл стихотворение «Я памятник себе воздвиг нерукотворный…». Ранее данный тизер демонстрировался в кинотеатрах перед сеансами фильмов «Холоп 2» и «Бременские музыканты».
Фильм вышел в российский прокат 14 февраля 2025 года.
После выхода фильма в широкий прокат Феликс Умаров дал интервью Ксении Собчак на её YouTube-канале «Осторожно: Собчак», в котором рассказал о создании картины, своём подходе к визуальному языку и работе с актёрами.

## Восприятие
Авторы попытались «дерзко, модно, молодёжно» экранизировать страницы из школьного учебника, однако вместе с хрестоматийным глянцем незаметно стёрли и самого поэта.Юлия Шагельман, «Коммерсантъ»
Обозреватель «Комсомольской правды» Денис Корсаков оставил негативную рецензию на фильм из-за неоправданных ожиданий: «На стадии съёмок ходили слухи, что это будет мюзикл о поэте, но по факту мюзикл — слишком громкое слово; скорее это неуклюжая рэп-оперетта, рассчитанная на школьников, которые никогда не понимали, зачем их заставляют учить наизусть дурацкие старые стихи, и в глубине души относились к Пушкину со смесью раздражения и неприязни. По идее, „Пророк“ должен был стряхнуть пыль с портрета Пушкина и показать его деткам очень молодым, живым, эмоциональным человеком, практически нашим современником». Корсаков признаёт удачную задумку авторов, повторив художественную задумку База Лурмана, но качественно реализовать её помешало «отсутствие ума, вкуса и таланта».
По данным книжной сети «Читай-город», после выхода фильма произошёл всплеск интереса к биографии поэта, увеличив продажи в 5 раз. Крупнейшие российские издательства также отметили рост продаж художественных произведений Пушкина. 

## Награды и премии
- 2025 — XХXI Международный кинофестиваль «Литература и кино»:
  - Приз за лучшую мужскую роль (Евгений Шварц)
  - Приз имени Андрея Москвина за лучшую операторскую работу (Михаил Хасая)
  - Специальный диплом жюри «За лучшую оригинальную песню, объединившую поколения» (группа The Hatters)[17]